# The Lucky Duckies
The Lucky Duckies é uma banda portuguesa estreada a 25 de abril de 1987 por Marco António. A banda originalmente denominada Os Promusica, a banda começou a ter grande repercussão em 1989, quando o fundador do projeto, com novos músicos, criou o novo nome que viria  a tornar-se definitivo. A sua estreia televisiva ocorreu em 1987 no programa Estúdio 4 da RTP1, apresentado por Luís Pereira de Sousa. Inspirada em artistas dos anos 50 e princípios da década de 60 do século XX, The Lucky Duckies tiveram influências de cantores como Elvis Presley, Dean Martin, membro dos Rat Pack, Frank Sinatra e Sammy Davis Jr.. As suas digressões pelo mundo e por todo o país em eventos, Festivais, Festas dos Municipios começaram por chamar à atenção de produtores e empresários do mundo a música.  A partir de 1990, a banda é catapultada para o estrangeiro, onde chegou a atuar em cruzeiros no mundo inteiro. Têm pisado paulatinamente os melhores palcos do país, destacando-se a concentração de Motos de Faro de 2010, vários concertos no palco 4 da Expo'98, o CCB, a Casa da Música no Porto, o CAE da Figueira da Foz, e os principais casinos da Península Ibérica, da Europa e de Macau. Percorrem áreas diversas inclusive o Cazaquistão.
Começaram por prestar tributo aos grandes clássicos do Rock’n’Roll, mas rapidamente mergulharam em toda uma nostalgia musical influenciada pelos estilos internacionais mais populares entre os Anos 20 e os Anos 60, como swing jazz, Blues, Bossanova, Rock'N'Roll e clássicos da música portuguesa.  Em 2002 a entrada da vocalista Cláudia Faria, a voz feminina do grupo, traz uma estética diferente à banda, acrescentando temas tipicamente femininos daquelas épocas. Depois do sucesso alcançado com o disco Glamour & Nostalgia-Part One em outubro de 2010, lançam no primeiro quadrimestre de 2013 a Part Two. Estes discos trazem originais da banda compostos com sonoridade e arranjos retro.
A sua popularidade e fama tem vindo a crescer natural e gradualmente, pois são centenas as participações em televisão nestes 30 anos de carreira, e cada vez mais o maior número de palcos pisados sempre de importância crescente, e por todo o mundo. Apesar da banda estar com sede no Município de Vila Franca de Xira, Distrito de Lisboa, eles dizem que o Globo é a sua cidade natal.Um júri composto por vários jornalistas de várias edições culturais e outras entidades culturais de Lisboa e Vale do Tejo, e restante Ribatejo e Alto Tejo, votaram o nome The LUCKY DUCKIES para Personalidade do Ano na Área da Cultura 2013. A cerimónia de entrega destes prémios decorreu no Teatro Sá da Bandeira de Santarém no dia 20 de Fevereiro de 2014 pelas mãos do Sr. Secretário de Estado da Cultura. Em edições anteriores foi entregue a outros colegas artistas como Ana Moura, Cristina Branco, José Cid, Quinta do Bill e Pedro Barroso.
Em 2012 esta banda já havia sido distinguida pela RDP e RTP com o Prémio Prestígio de Carreira Internacional, aquando dos 25 anos de carreira do grupo.
Em 2017 comemoram o arranque da Tour dos seus 30 Anos de Carreira, com a apresentação do seu novo disco "Os Patinhos Sortudos na Língua de Camões", totalmente em português com um tema original, que dá nome ao disco "Na Língua de Camões" e clássicos em Português. Preparam-se para percorrer todo o país e fora de Portugal.

## Membros
- Marco António - cantor - data de nascimento - 25 de Abril de 1967
- Cláudia Faria - cantora - data de nascimento - 3 de Novembro de 1973
- João Santos - guitarrista
- João Carreira - pianista
- Sérgio Fiúza - contrabaixista
- Diogo Melo de Carvalho - baterista

## Discografia
- Glamour & Nostalgia-Part One - 2010
- Glamour & Nostalgia-Part Two - 2013
- DVD  "The Lucky Duckies Live At Sintra" - 2015 - RTP
- "Os Patinhos Sortudos na Língua de Camões" - 2017
- "Lucky Christmas - Christmas Classics - 2018
- Greatest Hits - 30 Years Since 1987 to 2017 - 2020 Only Digital Edition
- 2020 Single: Lisboa Sunset;
- 2020 Single: Viva A Cerveja
- 2022 Single: Sou Tão Ciumento